# Březí nad Oslavou
Březí nad Oslavou é uma comuna checa localizada na região de Vysočina, distrito de Žďár nad Sázavou.